# بينج لي
بينج لي (بالصينية: 彭蕾) هي سيدة أعمال صينية، وواحد من مؤسسي مجموعة علي بابا للتجارة الإلكترونية، ولدت في عقد 1970 في هانغتشو في الصين.